# Нирнберг
Нирнберг је град у Немачкој. Представља привредни и културни центар Франконије и уједно је њен највећи град, смештен у северном делу немачке покрајине Баварске. Према подацима из 2023. године у граду је живело 544.414 становника што га чини другим градом по величини у Баварској, после Минхена. Налази се на реци Пегниц, која у близини суседног града Фирта сједињењем са Редницом ствара реку Регниц.

## Географија
Град Нирнберг лежи на обе стране реке Пегниц која извире око 80 km. Северозападно од града и пресеца град на 14 km. Одсечку од истока на запад. У суседном граду Фирт се Пегниц спаја са реком Редниц да би створио реку Регниц. Средина на северу и северозападу града Нирнберга захваљујући наплавинама река Пегниз постаје значајна повртарска област.
Подземље Нирнберга ствара песковита земља из доба тријаса. Северно од града се налази горска област Френкише Шваиц са планинама од 600 m. н. в. 
Град се простире на 186,38 km². Нирнберг је крајем 2007. имао је 503.000 становника. Заједно са суседним градовима Фиртом, Ерлангеном и Швабахом чини агломерацију у којој живи 2,5 милиона људи. Северно од града на плодним пољима се налази мноштво пољопривредних предузетника, међународни аеродром а на северозападу се у горама Раихсвалда диже рељеф до 400 m. н. в.
На северним границама града се налази познати Нирнбершки замак који са очуваним градским зидинама окружује цео град историјског центра.

## Клима
Околина Нирнберга има типичну јужнонемачку умерено хладну, прелазну климу, која није нити континентална нити има довољно утицаја мора. Влада појачана влажност ваздуха током целе године, мада има у просеку мање падавина од просека у Немачкој. Просечне јануарске температуре износе око -1,4 °C, док је просек у августу око 18 °C, мада лети температура понекад буде и до 35 °C. Често се јављају и снажни ветрови и олује, 28. августа 2006. током олује су у неким деловима града тешко оштећене неке куће.
| Клима Нирнберга (~5km од центра града), 1981–2010 нормале, елевација: 314 m, екстреми 1955-2013 | Клима Нирнберга (~5km од центра града), 1981–2010 нормале, елевација: 314 m, екстреми 1955-2013 | Клима Нирнберга (~5km од центра града), 1981–2010 нормале, елевација: 314 m, екстреми 1955-2013 | Клима Нирнберга (~5km од центра града), 1981–2010 нормале, елевација: 314 m, екстреми 1955-2013 | Клима Нирнберга (~5km од центра града), 1981–2010 нормале, елевација: 314 m, екстреми 1955-2013 | Клима Нирнберга (~5km од центра града), 1981–2010 нормале, елевација: 314 m, екстреми 1955-2013 | Клима Нирнберга (~5km од центра града), 1981–2010 нормале, елевација: 314 m, екстреми 1955-2013 | Клима Нирнберга (~5km од центра града), 1981–2010 нормале, елевација: 314 m, екстреми 1955-2013 | Клима Нирнберга (~5km од центра града), 1981–2010 нормале, елевација: 314 m, екстреми 1955-2013 | Клима Нирнберга (~5km од центра града), 1981–2010 нормале, елевација: 314 m, екстреми 1955-2013 | Клима Нирнберга (~5km од центра града), 1981–2010 нормале, елевација: 314 m, екстреми 1955-2013 | Клима Нирнберга (~5km од центра града), 1981–2010 нормале, елевација: 314 m, екстреми 1955-2013 | Клима Нирнберга (~5km од центра града), 1981–2010 нормале, елевација: 314 m, екстреми 1955-2013 | Клима Нирнберга (~5km од центра града), 1981–2010 нормале, елевација: 314 m, екстреми 1955-2013 |
| Показатељ \ Месец                                                                               | .Јан.                                                                                           | .Феб.                                                                                           | .Мар.                                                                                           | .Апр.                                                                                           | .Мај.                                                                                           | .Јун.                                                                                           | .Јул.                                                                                           | .Авг.                                                                                           | .Сеп.                                                                                           | .Окт.                                                                                           | .Нов.                                                                                           | .Дец.                                                                                           | .Год.                                                                                           |
| ----------------------------------------------------------------------------------------------- | ----------------------------------------------------------------------------------------------- | ----------------------------------------------------------------------------------------------- | ----------------------------------------------------------------------------------------------- | ----------------------------------------------------------------------------------------------- | ----------------------------------------------------------------------------------------------- | ----------------------------------------------------------------------------------------------- | ----------------------------------------------------------------------------------------------- | ----------------------------------------------------------------------------------------------- | ----------------------------------------------------------------------------------------------- | ----------------------------------------------------------------------------------------------- | ----------------------------------------------------------------------------------------------- | ----------------------------------------------------------------------------------------------- | ----------------------------------------------------------------------------------------------- |
| Апсолутни максимум, °C (°F)                                                                     | 15,0 (59)                                                                                       | 19,3 (66,7)                                                                                     | 23,7 (74,7)                                                                                     | 31,0 (87,8)                                                                                     | 32,2 (90)                                                                                       | 35,1 (95,2)                                                                                     | 38,6 (101,5)                                                                                    | 37,6 (99,7)                                                                                     | 32,3 (90,1)                                                                                     | 27,7 (81,9)                                                                                     | 20,4 (68,7)                                                                                     | 15,1 (59,2)                                                                                     | 38,6 (101,5)                                                                                    |
| Максимум, °C (°F)                                                                               | 2,9 (37,2)                                                                                      | 4,6 (40,3)                                                                                      | 9,2 (48,6)                                                                                      | 14,4 (57,9)                                                                                     | 19,4 (66,9)                                                                                     | 21,8 (71,2)                                                                                     | 24,6 (76,3)                                                                                     | 24,2 (75,6)                                                                                     | 19,4 (66,9)                                                                                     | 13,9 (57)                                                                                       | 7,2 (45)                                                                                        | 3,5 (38,3)                                                                                      | 13,8 (56,8)                                                                                     |
| Просек, °C (°F)                                                                                 | −0,1 (31,8)                                                                                     | 0,9 (33,6)                                                                                      | 4,8 (40,6)                                                                                      | 8,9 (48)                                                                                        | 13,7 (56,7)                                                                                     | 16,7 (62,1)                                                                                     | 19,0 (66,2)                                                                                     | 18,5 (65,3)                                                                                     | 14,2 (57,6)                                                                                     | 9,6 (49,3)                                                                                      | 4,2 (39,6)                                                                                      | 0,9 (33,6)                                                                                      | 9,3 (48,7)                                                                                      |
| Минимум, °C (°F)                                                                                | −3,1 (26,4)                                                                                     | −2,9 (26,8)                                                                                     | 0,4 (32,7)                                                                                      | 3,3 (37,9)                                                                                      | 8,0 (46,4)                                                                                      | 11,1 (52)                                                                                       | 13,3 (55,9)                                                                                     | 12,8 (55)                                                                                       | 9,0 (48,2)                                                                                      | 5,2 (41,4)                                                                                      | 1,2 (34,2)                                                                                      | −1,7 (28,9)                                                                                     | 4,8 (40,6)                                                                                      |
| Апсолутни минимум, °C (°F)                                                                      | −25,4 (−13,7)                                                                                   | −30,2 (−22,4)                                                                                   | −18,3 (−0,9)                                                                                    | −9,2 (15,4)                                                                                     | −4,3 (24,3)                                                                                     | 0,0 (32)                                                                                        | 3,1 (37,6)                                                                                      | 0,6 (33,1)                                                                                      | −2,7 (27,1)                                                                                     | −7,3 (18,9)                                                                                     | −12,7 (9,1)                                                                                     | −23,0 (−9,4)                                                                                    | −30,2 (−22,4)                                                                                   |
| Количина падавина, mm (in)                                                                      | 41,7 (1,642)                                                                                    | 36,6 (1,441)                                                                                    | 47,0 (1,85)                                                                                     | 39,8 (1,567)                                                                                    | 60,8 (2,394)                                                                                    | 66,1 (2,602)                                                                                    | 80,4 (3,165)                                                                                    | 63,5 (2,5)                                                                                      | 49,6 (1,953)                                                                                    | 52,6 (2,071)                                                                                    | 47,4 (1,866)                                                                                    | 51,4 (2,024)                                                                                    | 636,8 (25,071)                                                                                  |
| Сунчани сати — месечни просек                                                                   | 58,2                                                                                            | 87,2                                                                                            | 116,8                                                                                           | 175,0                                                                                           | 216,0                                                                                           | 217,9                                                                                           | 234,7                                                                                           | 219,9                                                                                           | 161,2                                                                                           | 114,4                                                                                           | 57,2                                                                                            | 43,2                                                                                            | 1.701,6                                                                                         |
| Извор: DWD                                                                                      |                                                                                                 |                                                                                                 |                                                                                                 |                                                                                                 |                                                                                                 |                                                                                                 |                                                                                                 |                                                                                                 |                                                                                                 |                                                                                                 |                                                                                                 |                                                                                                 |                                                                                                 |

## Историја

#### Почеци
Иако легенде говоре о почецима града Нирнберга у римско доба, први материјални споменици на овом подручју потичу с почетка 11. века. Први документ који помиње Нирнберг (тада Норенберк - nórenberc) потиче из доба цара Хенрика III и носи датум 16. јул 1050. Овим актом цар је доделио слободу слушкињи којом је желео да се ожени племић Рихолф. Нирнберг је био војно-политичко утврђење цара Хенрика из кога је слао војску у кампање против чешких војвода. Град се налазио између постојећих бискупских центара Бамберга, Вирцбурга, Ајштата и Ратисбоне.

#### Средњи век
Град је добио на значају када је ту саграђена тврђава. Као део царских поседа, Нирнберг је био један од омиљених царских градова, тако да му је будући цар Фридрих II 1219. доделио велику повељу о правима. Ипак, град није стекао потпуну аутономију од цара у 13. веку. Златна була цара Карла IV, из 1356, одредила је Нирнберг као место окупљања првог сабора сваког новог царског суверена. Цар Жигмунд Луксембуршки је 1424. сместио царску ризницу у Нирнберг. Ту су се чувале царска круна и царске реликвије. Из ово периода потичу многе црквене грађевине (хор цркве Светог Лоренца и капела у августинском манастиру). Градске радове су финансирали богати грађани и сам цар.

#### Ренесанса
У своје златно доба Нирнберг је постао град симбол немачке уметности и хуманизма. Велики уметници овога доба су сликар и графичар Албрехт Дирер, дуборезац Фајт Штос и каменорезац Адам Крафт. Антон Кобергер је 1470. у Нирнбергу отворио прву европску графичку штампарију у којој је објавио своје „Нирнбершке хронике“ (илустрована историја света). Ту је рођен и барокни композитор Јохан Пахелбел. Њихова дела су Нирнбергу донела велику славу. 
У области астрономије и географије, Мартин Бејајм је 1492. створио први глобус, који се данас чува у градском музеју. Никола Коперник је у Нирнбергу 1543. објавио своје познато дело „О револуцији небеских тела“ (De Revolutionibus Orbium Coelestium).
Током друге половине 15. века Нирнберг се наметнуо као економски центар међу немачким градовима. У наредном веку знатно је проширио своје територије ка Палатинату и Ландсхуту (6 градова и више грофовија). Град је био трговачко чвориште на путевима између Балкана и Антверпена, Беча, Венеције и Хамбурга, Француске, Саксоније и Пољске. У Нирнбергу је постојало удружење мајстора певача којима је Вагнер у 19. веку посветио оперу Нирнбершки мајстори певачи. 
Почетком XVI века, Нирнберг је био на врхунцу просперитета. Тада је откриће поморског пута око Африке довело до опадања значаја трговине Европе са Блиским истоком. То је означило опадање трговачког значаја Венеције и Нирнберга на рачун западноевропских лука. Многи нирнбершки трговци су тада инвестирали у Нови свет, да би избегли последице економског опадања. Од 1571. цареви нису више стално боравили у граду. У 16. веку у Нирнбергу су почели да се производе први џепни часовници на свету - такозвана „Нирнбершка јаја“. Град је настрадао током 17. века у Тридесетогодишњем рату. Изградња железнице је допринела индустријализацији града.

#### Савремено доба
Године 1933, националсоцијалистички режим је употребио историјски престиж царског Нирнберга да би овде организовао гигантске параде на стадиону Рајхспартајгеленде (Reichsparteitagsgelände). Овај стадион је био пројекат државног архитекте Алберта Шпера, и довршен је 1938. На митингу 1935. Адолф Хитлер је наредио да се Рајхстаг састане у Нирнбергу и донесе Нирнбершке законе, по којима је Јеврејима одузето немачко држављанство. Тај симболизам, пре него индустријски значај, мотивисао је савезнике да масовно бомбардују Нирнберг током Другог светског рата. Најжешћи напад се одиграо 2. јануара 1945, када је потпуно уништен историјски центар града.
Бомбе су поштеделе Палату правде у којој је одржан Нирнбершки процес (суђење злочинцима нацистичког режима), од 20. новембра 1945. до 1. октобра 1946.
Историјски центар града је реконструисан брзо након рата. Градски божићњи вашар је један од најпосећенијих у Немачкој, са преко милион посетилаца. Данас град јеска привреда оријентисана ка савременим технологијама.

### Грбови
Постоје два грба града Нирнберга, „Велики грб Нирнберга“ и „Мали грб Нирнберга“. Велики грб се појављује на печатима већ 1220. године а приказује на штиту у плавој подлози златног орла који има главу крунисаног владара која је временом замењена женском главом и у тој данашњој форми он је потврђен од стране Скупштине града 1963. године.
Мали грб приказан је на подељеном штиту на ком је приказана половина црног орла на златној подлози док се у другом делу налазе косе црвено беле пруге. Корени грба се јављају од 1260. године а од власти се примењује од 1513. године где је број пруга и боја временом мењана а данашња форма је заједно за оба грба ослоњена на форме из 1936. године.

## Политика
Градско веће броји 70 чланова. Последњи избори су се одржали 2002. године, на којима су изабрани посланици:
- ЦСУ - 32 посланика
- СПД - 29 посланика
- Бунднис 90/Зелени - 4
- Остали - 5

## Спорт
Најзначајнији спортски клуб у граду је ФК Нирнберг, који је 9 пута био првак Немачке. Град је био један од домаћина свјетског првенства у фудбалу 2006. године.

## Институције културе
- Нирнбершки замак кога чине три тврђаве
- Болница Светог духа из 1332.
- Готичка црква Светог Лоренца (St Lorenz-Kirche)
- Државно позориште и опера (Staatstheater Nürnberg)
- Национални немачки музеј
- Нови музеј
- Кућа Албрехта Дирера
- Градски музеј
- Улица људских права (Straße der Menschenrechte)

## Знаменитости и музеји града
- Кућа Албрехта Дирера (Albrecht-Dürer-Haus),
- Немачки национални музеј,
- Музеј играчака,
- Музеј уметност и дизајна,
- Градски музеј,
- Зентар за документацију,
- Музеј немачке жељезнице (DB Museum im Verkehrsmuseum Nürnberg), тако да се ту у Нирнбергу налази преко 30 музеја града.
- Нирнбершко подземље,
- Фонтана ехекарусел (Ehekarussell),
- Црква Фрауенкирхе (Frauenkirche),
- Фонтана са људском фигуром која има гуску у рукама (Gänsemännchenbrunnen),
- Двориште занатлија (Handwerkerhof),
- Болница светог духа (Heilig-Geist-Spital),
- Кућа џелата (Henkersteg),
- Царска палата (Kaiserburg ),
- Царске штале (Kaiserstallung),
- Руине манастира (Katharinenruine),
- Зграда за путарине (Mauthalle),
- Кула Насауер (Nassauer Haus),
- Стара већница,
- Фонтана (Schöner Brunnen),
- Фонтана Тугенбрунен (Tugendbrunnen),
- Градско позориште (Staatstheater),
- Цркве ;

Ст. Елисабет (St.Elizabeth), Ст. Егидиен (St. Egidien),
Ст. Јакоб (St. Jacob), Ст. Клара, Ст. Лоренц (St. Lorenz), Ст. Себалд (St Sebald).

## Месне посебности
- Нирнбершке кобасице- кратке кобасице сервиране у кифлама на начин као хамбургери.
- Нирнбершки левак, справа којом се могу улити знања у главу.
- Нирнбершки медењаци.
- Нирнбершки музеј играчака.
- Нирнбершки закони
- најпознатији од горе наведених : Нирнбершки процес

## Рођени у Нирнбергу
- Албрехт Дирер - графичар и сликар,
- Мартин Бехаим – проналазач глобуса,
- Ханс Сахс – песник,
- Петер Хенлајн – проналазач џепног сата,
- Јохан Бењамин Ерхард – филозоф,
- Антон Кобергер – штампар и продавац,
- Адам Крафт – вајар,
- Георг Филип Харсдорфер – песник,
- Јохан Пахелбел – композитор,
- Тео Шолер – предузетник, сви рођени у Нирнбергу.

## Међународна сарадња
- Ница, Француска (1954. )
- Краков, Пољска (1979. )
- Скопље, Македонија (1982. )
- Глазгов, Уједињено Краљевство (1985. )
- Сан Карлос (Никарагва), Никарагва (1985. )
- Гера, Немачка (1988/1997. )
- Харков, Украјина (1990. )
- Праг, Чешка (1990. )
- Хадера, Израел (1995. )
- Анталија, Турска (1997. )
- Шенџен, Кина (1997. )
- Кавала, Грчка (1998. )
- Атланта, САД (1998. )
- Венеција, Италија (1999. )

## Галерија
- Нирнбершка тврђава
- Шенер брунер - бунар на главном тргу
- Ехекарусел - бунар брака
- Кућа Албрехта Дирера
- Хајлиг гајст шпитал- болница Светог духа
- Нови мууеј у Нирнбергу
- Црква Ст. Елизабете
- Синагога у Нирнбергу